# جورجیا بیرناویو
جورجیا بیرناویو (انگلیسی: Georgiana Birțoiu؛ زادهٔ ۲۲ ژوئیهٔ ۱۹۸۹) بازیکن فوتبال اهل رومانی است.
وی همچنین در تیم‌های ملی فوتبال Romania women's national football team بازی کرده‌است.